# 奥丁

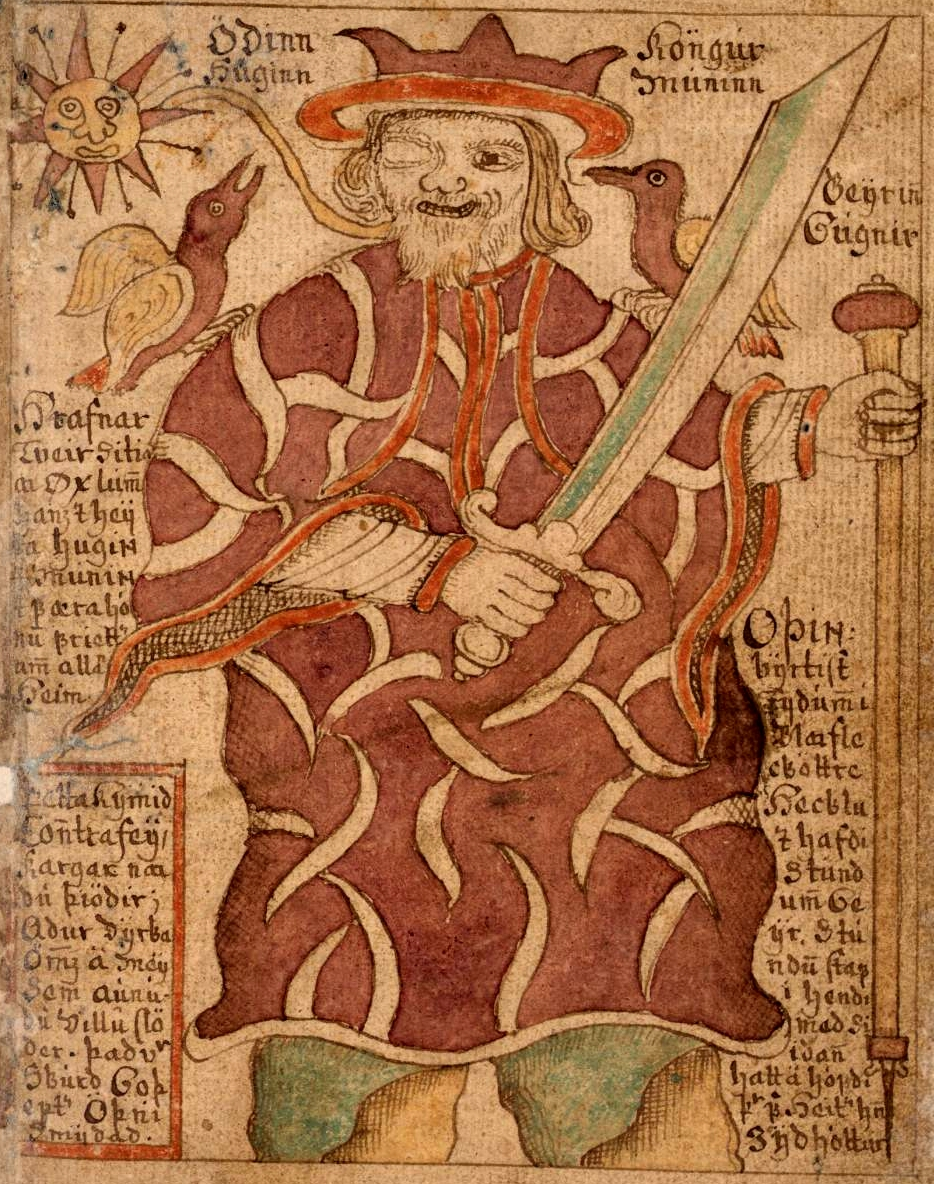
獨眼的奧丁，雙手持有武器，肩上分別站著代表「思維」和「記憶」的烏鴉 Hugin 和 Munin 。這幅來自冰島的圖畫繪於18世紀

奥丁（古英語／盎格魯-撒克遜語：Wōden，倫巴底語：Gotan或Odan，古高地德語：Wuotan（意為「狂暴者」），亦譯作歐丁、奧汀、沃坦）是北歐神話阿萨神族（Æsir）的主神，传说为五十岁左右，身材高大，失去一目，頭戴寬邊帽，冰冷又嚴肅的人物。
星期三被認為是奥丁的日子，Wednesday一詞正是由Wotan得名。
正妻是北欧神话中擁有最高神級的女神弗麗嘉，與其生有三個兒子，光明之神巴德爾和黑暗之神霍德爾以及雷神索爾。

## 奧丁的能力和稱呼
奧丁因為在一場與原戰神提爾的戰鬥中獲勝因而獲得 「戰神」、「战争之神」、「胜利之神」、「軍隊指揮者」。所以戰爭也被稱作「奧丁的憤怒」、「暴風雨」。
手持「冈格尼尔」（Gungnir）的奧丁，也是「風暴之神」、「矛主」。日耳曼人相信，奧丁會領著亡靈在天空飛翔，所以暴風就是奧丁帶來的死亡之風。而當奧丁揮舞手中的槍時，在人們眼裡看到的就是閃電。他也有幾個和風有關的名字：「漂泊者」、「吵鬧的男人」、「遠行的人」。
他很少参加战斗，却是战略家，利用计谋战胜敌人。奧丁常因為一己之好，隨意的給予戰爭某一方勝利，即使是原先支持的一方，也隨時會被他拋棄而戰敗。一說法是奧丁會讓偉大的戰士死亡，讓戰士的靈魂進入英靈殿，這是為了替諸神的黃昏培養強大的兵力。
由於他有引導死亡靈魂的能力，所以也是「死者之神」、「選戰士的人」、「亡靈之王」，幫助他在戰場中接引亡魂的就是奧丁的婢女──女武神；日耳曼人也稱他是「粗野的獵人」、「瘋狂的軍人」；他同弗蕾亞（Freyja）分享那些最勇敢的英靈。
為了獲得知識，奧丁曾以一隻眼睛换得喝一口智慧之泉(密米爾之泉)的泉水，所以他也是「知识之神」。由於獨眼，所以又被稱為「獨眼龍」、「單眼的男人」，為了遮蔽他的獨眼，他會戴上一頂寬邊的帽子，所以也有「戴著寬邊帽的男人」稱呼。
另外，他也曾倒吊在世界之樹上，以矛刺傷自己，進而發現了盧恩字母。所以也有「吊神」、「絞刑台之王」的稱呼。
他用計偷喝了以人類「庫瓦希爾」——諸神創造出來的智者——的血釀成的蜂蜜酒，而成為「詩歌之神」。世界因此產生歌唱、語言等行為。
他也擅長法術和化身術，也有人說他是偷學自華納神族派遣來的人質弗蕾亞（Freyja）女神。但由於故事中常可見他施展法術，所以也是「法術之父」、「千面神」、「老邁的法術家」。
由于众神大多出于祂，又称为「众神之父」（/Aldafodur/Alfodur）。

## 奥丁的宝物
- 岡格尼爾（Gungnir）：奧丁左手所持有的長槍，当奧丁擲出時，会发出划越空际的亮光，地上的人称之为「閃電」，這枝槍投出後必定命中。這槍是神聖的，一但對着此槍發誓，便不能再反悔。
- 德羅普尼爾（Droupnir）：戒指，财富的象征，這戒指每隔九天便会自行複製八個出來。
- 斯雷普尼爾（Sleipnir）：奥丁的座骑，毛白胜雪，有八只脚，是神骏的天马。這隻天馬據說是由洛基化身的母馬與巨人之馬史瓦帝法利所生的。
- 奧丁双肩上栖息着两只乌鸦，分別是代表「思维」的福金（Hugin）及代表「記憶」的霧尼（Munin），祂们是奥丁的眼线，会将每日所见的物向主人报告，当别的神祇饮宴时，奥丁便思索「思维」和「记忆」告诉祂的话。
- 狼：分別是代表貪欲的基利（Geri）及代表饑餓的庫力奇（Freki）。
- 其宫殿被称作「金宫」（Gladsheim）。

## 奧丁和盧恩文字
奧丁是知識的神，他對追求知識有很強的慾望。相傳，他曾經倒吊在世界之树上九天九夜，《賢者之歌》中記到：「九夜吊在狂风飘摇的树上，身受长矛刺伤； 我被当作奥丁的祭品，自己献祭给自己，在无人知晓的大树上！没有面包充饥，没有滴水解渴。我往下看，拾取盧恩文字，边拾边喊，由树上掉落。」
于是，奥丁取得了盧恩文字（Runes）的智慧和奥秘。盧恩是一种咒文，只要将它刻在木、石、金属甚或任何材料上就能得到无穷的威力。諾倫三女神（Norns）把这种文字记载的命运刻在黄金宝盾上。
由于奥丁曾经受倒吊之苦，因此吊刑在北欧人的法律中是非常重刑。在塔罗牌中有一张称为「倒吊人」的，即是取此象征。

## 奥丁和人类
奥丁本身也喜欢伪装成人类的形体，漫游在尘世间，他有多种乔装方式，如果是要带来战争，他便戴着鹰盔；如果是和平，他就身着黑斗蓬，戴着阔边帽子来遮掩独眼。
好武的北欧战士认为战争时如果能蒙奧丁庇佑，便能够得到一股拥有熊之精神、狼之勇猛的力量，即，而在战场上所向披靡，成为「狂战士」（Berserker）或翻為「巴薩卡」。在戰場上，他们不穿甲冑，常身披熊皮或狼皮，不持武器，以狂暴之姿衝鋒陷陣，可以徒手殺死敵人，把敵人的喉嚨咬破，自己卻絲毫不會受傷。

## 文化
- 《漫威娛樂》中的角色
- 《紙箱戰機》山野阪所使用的LBX「奧丁」
- 《紙箱戰機W》山野阪所使用的LBX「奧丁MK-2」
- 《女神側身像》中的角色（池田秀一配音）
- 《刺客信条：英灵殿》中的角色
- 《無雙OROCHI 蛇魔3》中的角色（光榮公司開發，荒井聡太配音）
- 《VALKYRIE ELYSIUM》中的角色（津田健次郎配音）
- 《戰神：諸神黃昏》中的角色
- 《特戰英豪》中一把武器的名稱
- 《神魔之塔》中的三封王
- 《史上最強弟子兼一》原諸神黃昏第一拳豪“朝宮龍斗”，因其觀之眼的修為，能夠預判對手的動向，如同奧丁的神槍“剛尼爾”一般，故得其名